# Січкар Григорій Васильович

Григорій Васильович Січкар (нар. 28 січня 1923 пом 1991) український історик радянський вчений, декан історичного факультету Станіславського університету, учасник Другої світової війни

## Біографія
Народився в Житомирській області. В 1943 році мобілізований на фронт. В 1952 році розпочав працювати в Станіславському педагогічному інституті
Захистив кандидатську на тему історії промисловості. Звільнився 1962 року. Помер 1991 року. 